# Mirella Amato
Pour les articles homonymes, voir Amato (homonymie).
Mirella Amato est une spécialiste de bière bilingue basée à Toronto, en Ontario, Canada. Elle est la première femme canadienne à devenir Cicérone Certifiée et à obtenir le titre de Maître Cicérone. Elle a aussi remporté le prix des accords bière et mets aux Ontario Craft Brewers Centre of Excellence Industry Choice Awards en 2012.
En 2008, Amato a créé Beerology,,. Amato est la cofondatrice de Cask!, un groupe de promotion de la bière en cask (fût) basé à Toronto. Elle a aussi fondé la division torontoise de Barley’s Angels, une association internationale dédiée aux femmes qui aiment la bière.      
Amato est apparue sur CBC Radio,, History Television, Breakfast Television sur Citytv et Canada.com.

## Publications
Elle écrit régulièrement pour la revue TAPS. Elle a aussi contribué à plusieurs entrées au Oxford Companions to Beer.
Son premier livre, Beerology: Everything You Need to Know to Enjoy Beer…Even More, publié chez Appetite (Random House), est sorti le 27 mai 2014.